# Staphylococcus epidermidis
Staphylococcus epidermidis – gatunek bakterii Gram-dodatnich, należący do rodzaju gronkowców, wywołujący zakażenia oportunistyczne. Jest zaliczany do grupy gronkowców koagulazo-ujemnych (CoNS). Nie wywołuje infekcji u ludzi zdrowych, jednak dla osób z ciałem obcym może być bardzo niebezpieczny.

## Morfologia i fizjologia
Drobnoustrój w mikroskopie świetlnym przyjmuje obraz ziarniaków, nieco mniejszych od kolonii gronkowca złocistego.
Bakteria wytwarza katalazę, jest koagulazoujemna (różnicowanie z gronkowcem złocistym), wrażliwa na nowobiocynę (różnicowanie z Staphylococcus saprophyticus), oraz w przeciwieństwie do obu poprzednich gatunków nie fermentuje mannitolu. Niektóre szczepy mogą fermentować ten cukier, jednak wyłącznie w warunkach tlenowych – gronkowiec złocisty potrafi tego dokonać także w beztlenowym środowisku. W odróżnieniu od tego ostatniego wykazuje ponadto zapotrzebowanie na biotynę.
Nie wytwarza toksyn charakterystycznych dla Staphylococcus aureus.
Staphylococcus epidermidis zaliczany jest do fakultatywnych tlenowców.

## Hodowla
Bakteria nie jest wymagająca i wzrasta na większości powszechnie stosowanych wzbogaconych podłożach mikrobiologicznych. Jeśli jednak biomateriał jest zanieczyszczony innymi bakteriami, lepiej stosować podłoża wybiórcze, wykorzystując zdolność gronkowców do wzrostu przy wysokich stężeniach żółci oraz chlorku sodu. Najczęściej stosowanym podłożem jest pożywka Chapmana.
W przeciwieństwie do gronkowca złocistego, otrzymane kolonie są białe. Nie może to jednak służyć różnicowaniu, ze względu na brak charakterystycznego zabarwienia części szczepów S. aureus. Oba gatunki odróżnia się testem na wytwarzanie koagulazy, wkraplając na kolonie kroplę osocza. Jeśli enzym jest obecny, następuje natychmiastowe jej ścięcie - test jest ujemny dla Staphylococcus epidermidis.
Na agarze z krwią wywołuje hemolizę typu gamma.

## Znaczenie dla człowieka
Bakteria występuje powszechnie na błonach śluzowych jamy ustnej, nosa, gardła; w drogach moczowo-płciowych; w jelicie grubym (czasami także w krętym) oraz na skórze. Z tego też powodu, wyhodowanie tej bakterii, zwłaszcza w małych ilościach z posiewu krwi świadczy bardziej o błędnym pobraniu materiału z powodu niedostatecznego odkażenia miejsca nakłucia, niż o faktycznej bakteriemii. Uznaje się jednak, że bakteria ta jest czynnikiem etiologicznym zakażenia w przypadku sepsy i nawet jednokrotnego dodatniego posiewu krwi, przy braku innych patogenów.
Drobnoustrój powoduje infekcje u osób z osłabioną odpornością. Ze względu na unikalną zdolność przylegania do powierzchni bez udziału receptorów, jedynie dzięki wytwarzaniu śluzu, zagrożeni są także pacjenci z jakimikolwiek ciałami obcymi. Szczególnie predysponowani są chorzy po niedawno przebytej operacji wszczepiania sztucznych zastawek lub implantów, cewnikowani, zaintubowani lub dializowani. Bakteria ta zajmuje obecnie trzecie miejsce na liście patogenów powodujących zakażenia wewnątrzszpitalne, choć jeszcze kilkadziesiąt lat temu, głównie ze względu na rzadkie zabiegi inwazyjne, uważana była za mało istotny patogen.

## Oporność na antybiotyki
Wśród szczepów dzikich wrażliwość na antybiotyki jest podobna jak w przypadku gronkowca złocistego, z wyjątkiem mniejszej wrażliwości na cefalosporyny III generacji.
Niektóre szczepy wykazują oporność na wszystkie antybiotyki β-laktamowe, a mechanizm oporności jest analogiczny jak w przypadku MRSA. Patogeny te nazywane są MRSE lub szerzej CoNSMR.
Lekiem z wyboru w przypadku takich wysokolekoopornych szczepów są glikopeptydy – wankomycyna lub teikoplanina.